# Bogdanowka (rejon sudżański)
Bogdanowka (ros. Богдановка) – wieś (ros. деревня, trb. dieriewnia) w zachodniej Rosji, w sielsowiecie kazaczełokniańskim rejonu sudżańskiego w obwodzie kurskim.

## Geografia
Miejscowość położona jest nad rzeką Sudża, 8,5 km od granicy z Ukrainą, 0,5 km od centrum administracyjnego sielsowietu kazaczełokniańskiego (Kazaczja Łoknia), 5,5 km od centrum administracyjnego rejonu (Sudża), 85 km od Kurska.

## Demografia
W 2010 r. miejscowość zamieszkiwało 31 osób.